# Empoascanara zini
Empoascanara zini är en insektsart som beskrevs av Irena Dworakowska 1979. Empoascanara zini ingår i släktet Empoascanara och familjen dvärgstritar. Inga underarter finns listade i Catalogue of Life.